# Lola Marsh

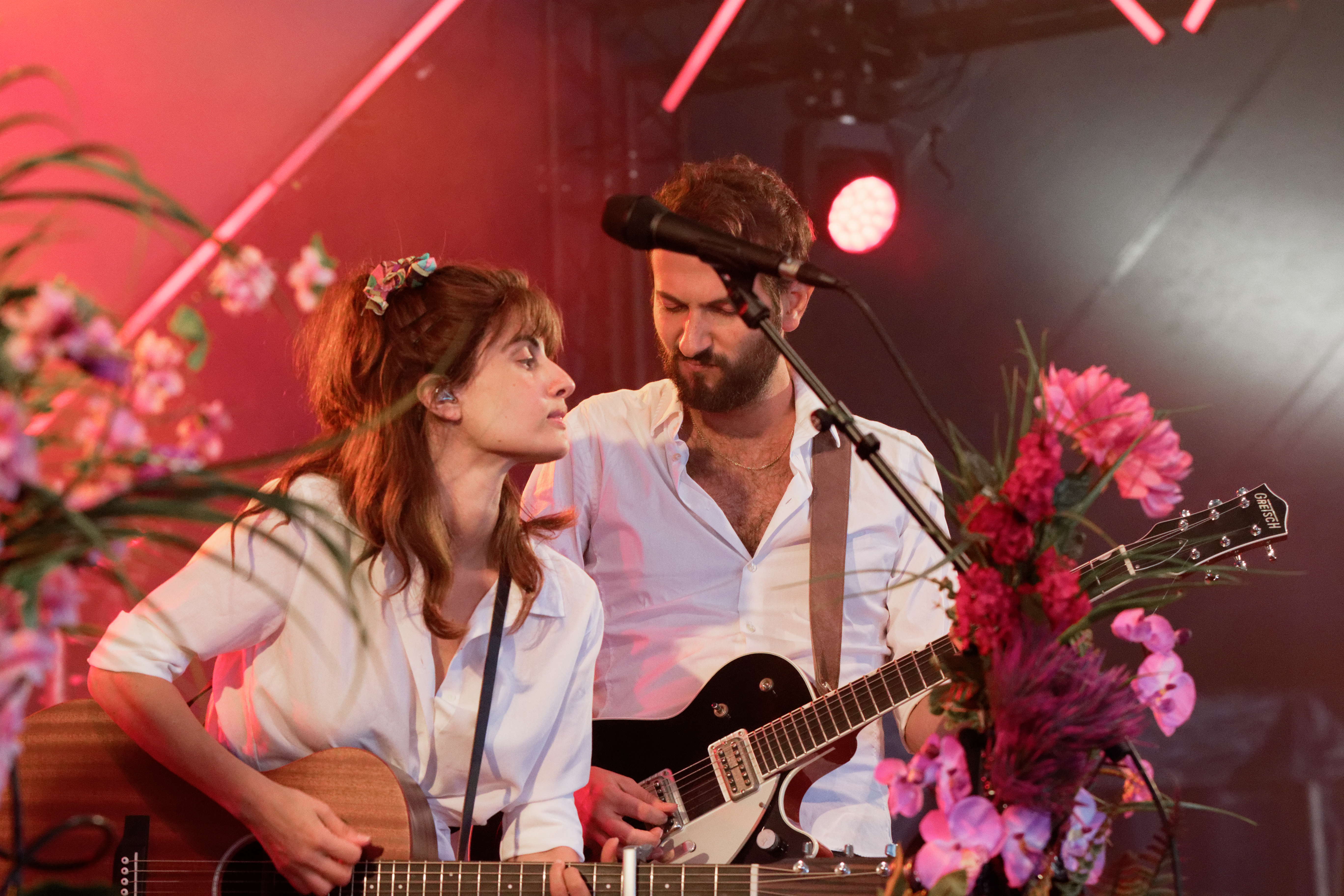
Lola Marsh, koncert w 2018 r.

Lola Marsh (hebr. ‏לולה מארש‎) – izraelski zespół indiepopowy z Tel Awiwu. Grupa została założona jako duet w 2013 przez Yael Shoshana Cohen (wokal) oraz Gil Landau (gitara, keyboard) i niedługo później podpisała swój pierwszy kontrakt z wytwórnią Anova Music. Zespół Lola Marsh wydał pierwszą EPkę, You're Mine, pod szyldem Universal Records-Barclay w styczniu 2016.